# Turfan
Turfan eller Turpan (forenklet kinesisk: 吐鲁番; traditionel kinesisk: 吐魯番; pinyin: Tǔlǔfān; uighurisk: تۇرپان; uighur-latin: Turpan) er et præfektur i Xinjiang i Folkerepublikken Kina. Turfan har et areal på 69.620 km² og en befolkning på omkring 	600.000 mennesker, med en tæthed på 9 indb./km² (2007).

## Administrative enheder
Præfekturet Turpan har jurisdiktion over et byamt (市 shì) og 2 amter (县 xiàn).
| Kort             | Kort     | Kort     | Kort          | Kort                | Kort                       | Kort                   | Kort        | Kort      |
| ---------------- | -------- | -------- | ------------- | ------------------- | -------------------------- | ---------------------- | ----------- | --------- |
| Kort over Turpan |          |          |               |                     |                            |                        |             |           |
| #                | Navn     | Hanzi    | Pinyin        | Uighur (kona yezik̡) | Uighur-latin (yengi yezik̡) | Befolkning (2003 est.) | Areal (km²) | Indb./km² |
| Byamter          |          |          |               |                     |                            |                        |             |           |
| 1                | Turpan   | 吐鲁番市 | Tǔlǔfān Shì   | تۇرپان شەھىرى       | Turpan Shehiri             | 260.000                | 13.690      | 19        |
| Amter            |          |          |               |                     |                            |                        |             |           |
| 2                | Shanshan | 鄯善县   | Shànshàn Xiàn | پىچان ناھىيىسى      | Pichan Nahiyisi            | 210.000                | 39.759      | 5         |
| 3                | Toksun   | 托克逊县 | Tuōkèxùn Xiàn | توقسۇن ناھىيىسى     | Toqsun Nahiyisi            | 110.000                | 16.171      | 7         |

## Etnisk sammensætning
| Folkegruppe | Antall  | Andel  |
| ----------- | ------- | ------ |
| Uighur      | 385 546 | 70,01% |
| Han         | 128 313 | 23,3%  |
| Hui         | 35.140  | 6,38%  |
| Kasakher    | 321     | 0,06%  |
| Tujia       | 274     | 0,05%  |
| Manchuer    | 254     | 0,04%  |
| Mongoler    | 158     | 0,03%  |
| Tu          | 154     | 0,03%  |
| Tibetanere  | 105     | 0,02%  |
| Miao        | 98      | 0,02%  |
| Zhuang      | 88      | 0,02%  |
| Dongxiang   | 79      | 0,01%  |
| Andre       | 201     | 0,04%  |

## Trafik
Kinas rigsvej 312 løber gennem området. Den fører fra Shanghai til på grænsen til Kasakhstan, og passerer blandt andet Suzhou, Nanjing, Hefei, Xinyang, Xi'an, Lanzhou, Jiayuguan og Urumqi.
42°58′N 89°11′Ø / 42.967°N 89.183°Ø